# Hugo Neuert
Hugo Neuert  (* 1. März 1912 in Mannheim; † 23. Juli 1989 in Schwetzingen)  war ein deutscher experimenteller Kernphysiker (kernphysikalische Instrumentik, Niederenergiekernphysik).

## Biografie
Neuert studierte Physik in Stuttgart, München und Leipzig, wo er 1935 bei Fritz Kirchner promoviert wurde (Dissertation: Reichweitenmessungen der Trümmer einiger leichter Elemente bei der Beschießung mit schnellen Protonen), dem er nach Köln folgte, wo er sich 1939 habilitierte. Im Zweiten Weltkrieg leistete er Wehrdienst als Meteorologe und war ab 1944 Privatdozent in Straßburg bei Rudolf Fleischmann.
Nach Kriegsgefangenschaft war er 1947 bis 1950 am französischen Forschungsinstitut Saint-Louis angestellt, wobei er sich mit kernphysikalischen Forschungen befassen konnte, die im Nachkriegsdeutschland sonst noch untersagt waren. Ab 1948 lehrte er an der Universität Freiburg, bevor er 1950 als Dozent an die Universität Hamburg ging (wohin ihn Fleischmann holte) und dort 1951 außerplanmäßiger, 1955 außerordentlicher und 1957 ordentlicher Professor war.
Er war 1959 bis 1969 Direktor des I. Instituts für Experimentalphysik am Physikalischen Staatsinstitut und 1969 bis 1972 und 1974 bis 1977 Direktor des I. Instituts für Experimentalphysik der Universität (und außerdem ab 1959 kommissarisch Direktor des Instituts für Physikalische Chemie). Er baute elektrostatische Beschleuniger für die Neutronenerzeugung und Kernspektroskopie und Kernreaktionen an leichten Atomkernen mit Hilfe eines 2 MeV Van-de-Graaff-Generator. Ab 1968 leitete er das Isochronzyklotron-Labor bei DESY. Dort untersuchte er vor allem Wenignukleonensysteme und durch Neutronen induzierte Compoundkern-Reaktionen. Er befasste sich auch mit Anwendungen wie der Erzeugung kurzlebiger Radionuklide für die Medizin und biologische Forschung und befasste sich zuletzt mit der Wechselwirkung von Ionen und Molekülen (Bestimmung von Elektronenbindungsenergien, Reaktionen beim Stoß negativer Ionen mit Molekülen, Entwicklung von Lithium-Ionenquellen, Chemolumineszenz). 1965 bis 1967 war er Dekan der Naturwissenschaftlichen Fakultät.
1980 wurde er emeritiert, forschte aber weiter.

## Schriften
- mit Ewald Fünfer: Zählrohre und Szintillationszähler, Karlsruhe: Braun, 1954, 2. Auflage 1959
- Kernphysikalische Meßverfahren zum Nachweis für Teilchen und Quanten, Karlsruhe: Braun 1966
- Experimentalphysik für Mediziner, Zahnmediziner, Pharmazeuten, Biologen, BI Wissenschaftsverlag 1969
- Physik für Naturwissenschaftler, 3 Bände, BI Wissenschaftsverlag 1977, 1978, 2. Auflage in zwei Bänden 1989, 1991 (Band 1 Mechanik und Wärmelehre, Band 2 Elektrizität und Magnetismus, Optik, Band 3 Atomphysik, Kernphysik)